# Karrāpur
Karrāpur är en ort i Indien.   Den ligger i distriktet Sāgar och delstaten Madhya Pradesh, i den centrala delen av landet, 500 km söder om huvudstaden New Delhi. Karrāpur ligger 502 meter över havet och antalet invånare är 9 993.
Terrängen runt Karrāpur är platt. Runt Karrāpur är det tätbefolkat, med 343 invånare per kvadratkilometer. Närmaste större samhälle är Sāgar, 17,8 km sydväst om Karrāpur. Trakten runt Karrāpur består till största delen av jordbruksmark.